# Hickson 44

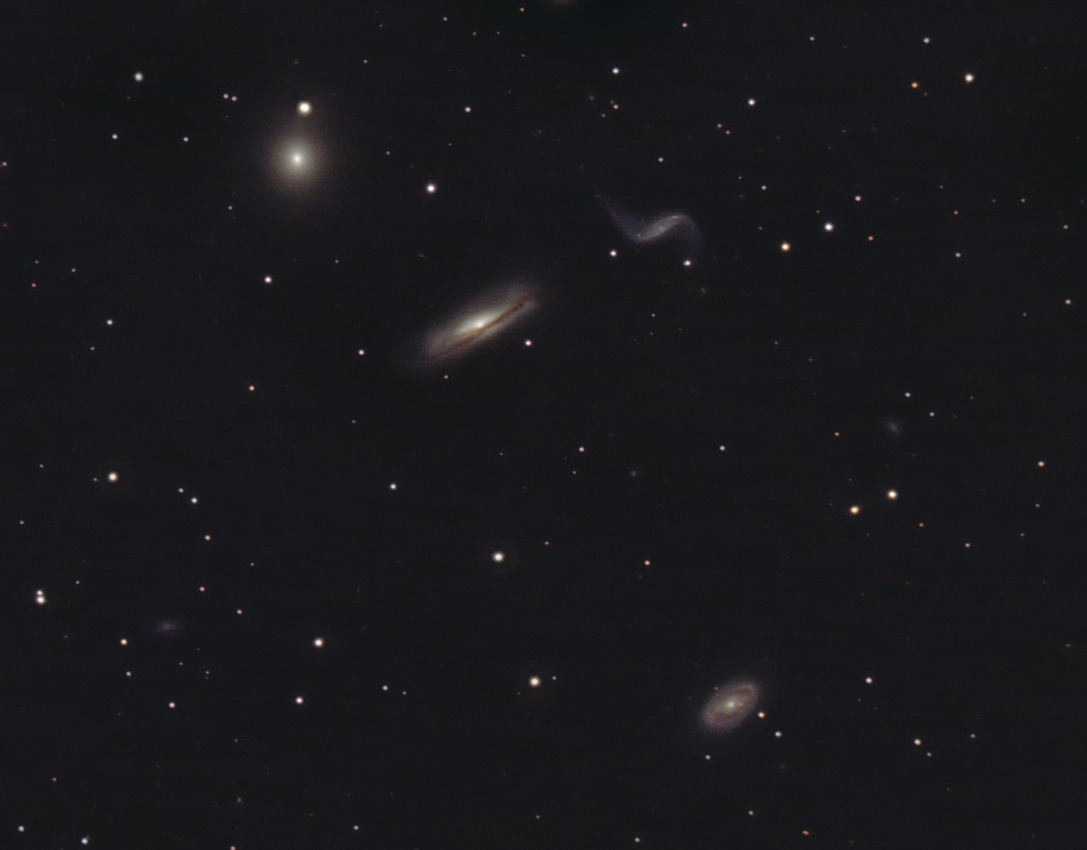
Cztery galaktyki należące do grupy Hickson 44 (Hunter Wilson)

Hickson 44 – zwarta grupa galaktyk powiązanych ze sobą grawitacyjnie. Została skatalogowana przez Paula Hicksona w jego katalogu pod numerem 44. Znajduje się w konstelacji Lwa.
Hickson 44 znajduje się w odległości 60 milionów lat świetlnych od Ziemi. Grupa ta zawiera cztery galaktyki dominujące: trzy jasne galaktyki spiralne oraz jedną galaktykę eliptyczną. W grupie tej dochodziło do spotkań pływowych, gdyż dominująca galaktyka spiralna NGC 3190, położona krawędzią do obserwatora, wykazuje istotne zakrzywienie pasa jej pyłu po stronie NGC 3187. Ta galaktyka również posiada ogony pływowe widoczne powyżej i poniżej płaszczyzny swojego dysku. Ostatecznie oddziaływania pomiędzy galaktykami zwartych grup prowadzą albo do połączenia w jeden obiekt, albo do rozerwania oddziaływań grawitacyjnych.

## Galaktyki grupy
| Nazwa    | Typ   | Odległość od Słońca (w mln lat świetlnych) | Wielkość gwiazdowa |
| -------- | ----- | ------------------------------------------ | ------------------ |
| NGC 3185 | SBa   | ~60                                        | +12,0              |
| NGC 3187 | SBc/P | ~60                                        | +12,9              |
| NGC 3190 | Sa    | ~60                                        | +11,1              |
| NGC 3193 | E2    | ~60                                        | +10,8              |